# 大切なキモチ
『大切なキモチ』（たいせつなきもち）は、Loveの1枚目のアルバム。2010年4月14日に発売された。

## 概要
- Love初のオリジナルアルバムである。
- 「CD+DVD」「CDのみ」の2形態で発売。
- シングル「ラブレター」、「ただ一つの願いさえ」、「わたしあうもの」と、シングルのカップリング曲「secret base～君がくれたもの～」(ZONEのカバー)、「Go Your Way」、「コエヲキカセテ」、「I wish you」、「ずっと...」とアルバムのタイトル曲「大切なキモチ」が収録されている。
- アルバムのタイトル曲「大切なキモチ」は、EXILEのATSUSHIが作詞。デビュー前から、アーティストとなる夢を追い続けていたLoveの二人を見続けてきたATSUSHIが、その過程や想いを歌詞に込めた。なおATSUSHIは、女性アーティストに詞を提供するのは初である。

## 収録曲

### CD
1. ラブレター
(作詞：Love, Jeff Miyahara & JUN.T / 作曲：Love, Jeff Miyahara & Jeremy Soule / 編曲：Jeff Miyahara, Jeremy Soule) 
  - 1st シングル B面
2. ただ一つの願いさえ
(作詞：Sarari Matsubara, Kaori Moriwaka / 作曲：Kengo Minamida / 編曲：UTA (TinyVoice, Production))
  - 2nd シングル A面
3. 大切なキモチ
(作詞：EXILE ATSUSHI / 作曲：Hiroo Yamaguchi / 編曲：h-wonder)
4. わたしあうもの
(作詞：usewax & MONCH / 作曲：usewax, MONCH, RYLL & couco / 編曲：RYLL)
  - 3rd シングル A面
5. I wish you
(作詞：Love / 作曲：Hiroo Yamaguchi / 編曲：h-wonder)
  - 3rd シングル B面
6. コエヲキカセテ
(作詞：Love / 作曲：Nanami / 編曲：YANAGIMAN)
  - 2nd シングル B面
7. secret base～君がくれたもの～
(作詞・作曲：Norihiko Machida / 編曲：Keita Kawaguchi)
  - 1st シングル B面
8. せつない サミシイ 悲しいときも
(作詞：Tomoko Kawase / 作曲・編曲：Shunsaku Okuda)
9. Dear Myself
(作詞：Juli Shono & Jin Nakamura / 作曲・編曲：Jin Nakamura)
10. 素直になりたい
(作詞：Love / 作曲・編曲：UTA (TinyVoice, Production))
11. Go Your Way
(作詞：YUKALI & Akifumi Shiota / 作曲：MANABOON & YUKALI)
  - 2nd シングル B面
12. ずっと...
(作詞・作曲・編曲：Tatsuro Mashiko)
  - 3rd シングル B面
13. Two Hearts
(作詞・作曲：Daichi / 編曲：CHOKKAKU)
  - 1st シングル A面

### DVD
1. ラブレター
2. ただ一つの願いさえ
3. わたしあうもの
4. 大切なキモチ
5. 夢を追い続けて・・・2009～2010